# Rittergut Leuffen

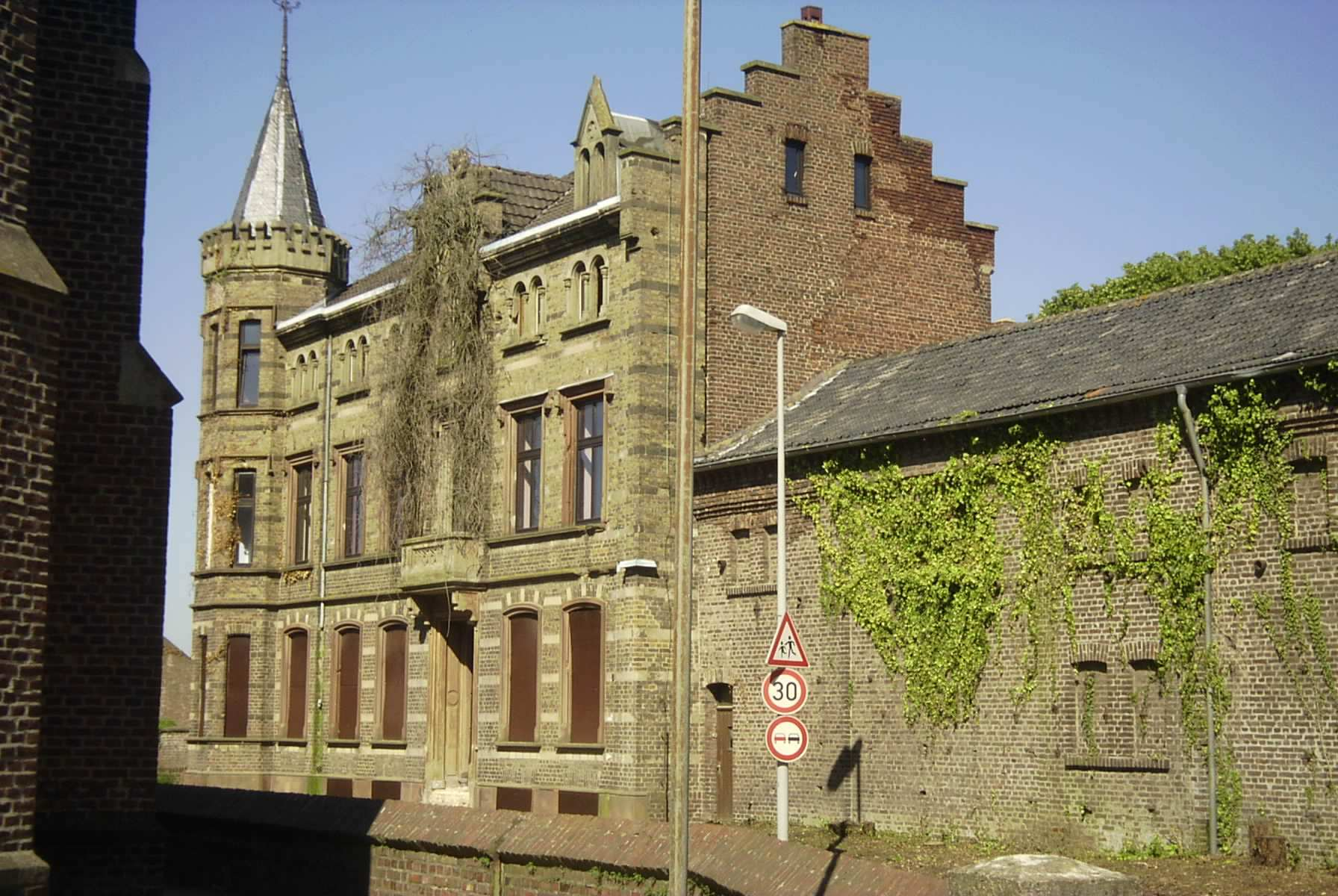
Frontansicht vor dem Abriss (2006)

Das Rittergut Leuffen war ein Rittergut in Alt-Otzenrath bei Jüchen. Im Volksmund wurde der Hof oft „Schlösschen“ genannt. Der Ort wurde aufgrund des Tagebaus Garzweiler bis 2009 nach Otzenrath umgesiedelt. Der Hof wurde daraufhin abgerissen.

## Geschichte

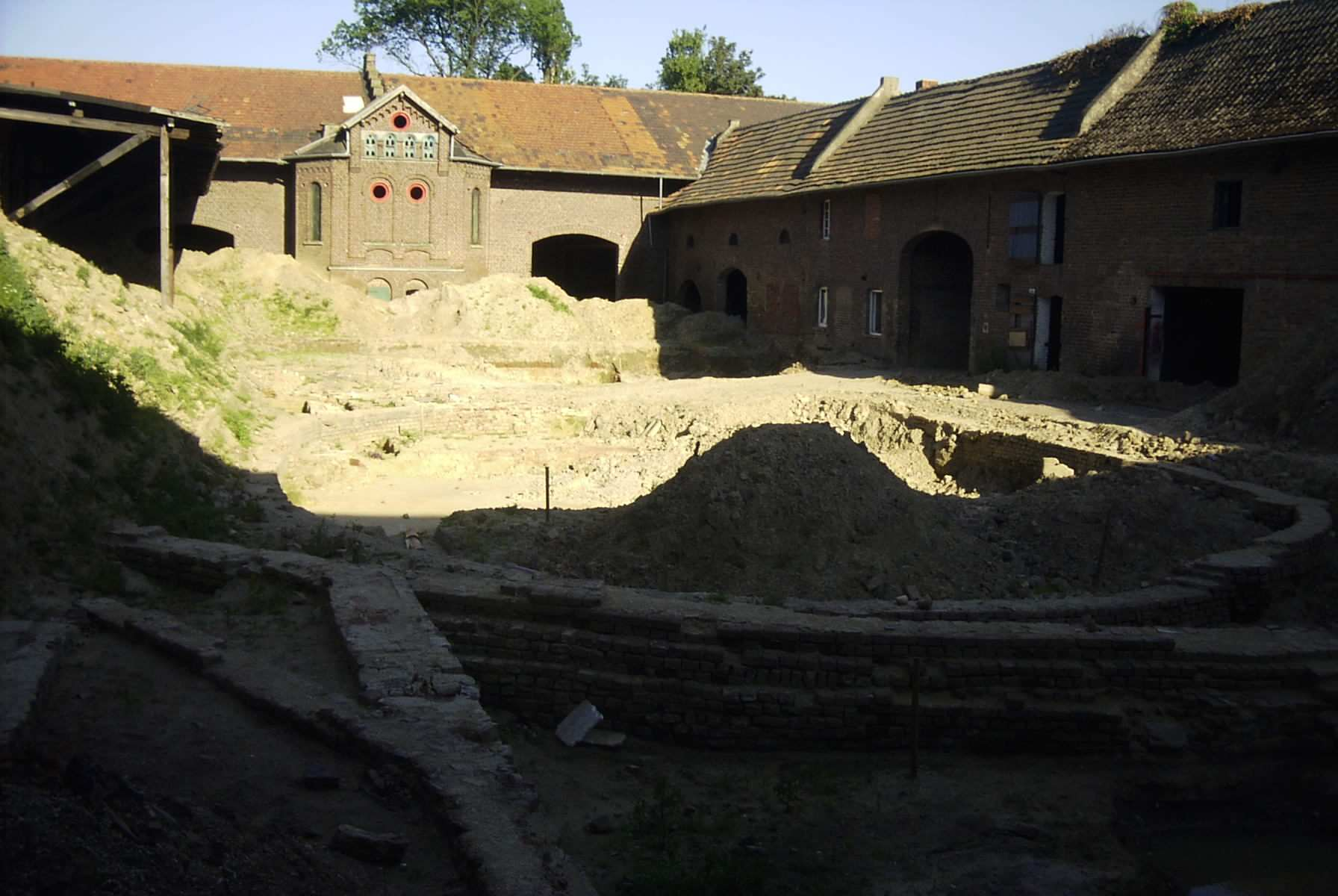
Ausgrabungen im Innenhof

Das Rittergut Leuffen zählte zu den ältesten Bauwerken des Dorfes. Ursprünglich erwähnt wurde der Klosterhof bereits 1170. Sein baulicher Ursprung lag im 13. Jahrhundert, als Kapitelshof des Kölner Klosters St. Maria im Kapitol. Mit der Verweltlichung (Säkularisation) der Kirche wurde der Hof während der napoleonischen Besatzungszeit an die Familie Cürten verkauft. 1803 heiratete Helene Cürten in zweiter Ehe Heinrich von Leuffen. Seitdem ist der Hof in Familienbesitz der Familie Leuffen gewesen. Ab 1871 durfte er sich „Rittergut Leuffen“ nennen. Aufgrund eines Brandes mussten Teile des Hofes wie die Frontansicht neu errichtet werden.
Im Mai 2006 begannen im Innenhof der Anlage Ausgrabungen des Rheinischen Amts für Bodendenkmalpflege. Es wurden unter anderem frühere Hofanlagen freigelegt, die entweder auf eine seltene Wasserburg oder eine Motte deuteten. Das Rittergut wurde am 26. Februar 2007 abgerissen. Die Familie Leuffen, die zu einem Aussiedlerhof bei Allrath umsiedelte, nahm vorher die antike Haustür des Hofes, den Glockenturm und einen Findling, welcher vor dem Hof platziert war, mit zum neuen Hof.